# Puerto de Chennai
El Puerto de Chennai (en tamil: சென்னைத் துறைமுகம்) anteriormente conocido como el puerto de Madras, es el segundo puerto más grande de la India, detrás del puerto de Mumbai, y el mayor puerto de la bahía de Bengala. Siendo el tercer puerto más antiguo entre los 12 principales puertos de la India, tiene más de 125 años de antigüedad, aunque el comercio marítimo comenzó en 1639 en la orilla del mar. Se trata de un puerto artificial. Era el puerto de viajes más importante antes de convertirse en un importante puerto de contenedores. Es una razón sustancial para el crecimiento económico de Tamil Nadu, en especial para el auge de la manufactura en el sur de la India, y ha contribuido en gran medida al desarrollo de la ciudad. 